# 10438 Ludolph
10438 Ludolph eller 6615 P-L är en asteroid i huvudbältet som upptäcktes den 24 september 1960 av den nederländsk-amerikanske astronomen Tom Gehrels och det nederländska astronomparet Ingrid van Houten-Groeneveld och Cornelis Johannes van Houten vid Palomarobservatoriet. Den är uppkallad efter den nederländske matematikern Ludolph van Ceulen.
Asteroiden har en diameter på ungefär 4 kilometer.